# 국제 남성의 날
국제 남성의 날 ( 國際 男性의 날 , 영어: International Men's Day) 은 매년 11월 19일인 기념일이다. 1991년 2월 8일 미주리 대학교 교수 토마스 오스터가 제시해 기록상으로 처음 기려졌다. 그후 1994년 2월 7일 몰타에서 남성의 날을 공식적으로 지정한 이래로 세계 각지에서 남성의 날 기념일을 기리기 시작해 현재에 이르렀다.

## 같이 보기
- 국제 여성의 날
- 아버지날